# Herminia tenuialis
Herminia tenuialis är en fjärilsart som beskrevs av Hans Rebel 1899. Herminia tenuialis ingår i släktet Herminia och familjen nattflyn. Arten har ej påträffats i Sverige. Inga underarter finns listade i Catalogue of Life.